# Амалия фон Насау-Диц
Амалия фон Насау-Диц (на немски: Amalie von Nassau-Dietz; * 25 ноември 1655, Хага; † 16 февруари 1695, Алщет) е графиня от Насау-Диц и чрез женитба херцогиня на Саксония-Айзенах.

## Живот
Дъщеря е на граф Вилхелм Фридрих фон Насау-Диц (1613 – 1664) и съпругата му нидерландската принцеса Албертина Агнес фон Орания-Насау (1634 – 1696), дъщеря на Фридрих Хайнрих Орански.
Амалия се омъжва на 28 ноември 1690 г. за херцог Йохан Вилхелм от Саксония-Айзенах (1666 – 1729) от Ернестинските Ветини. Тя е първата му съпруга.
Амалия умира на 16 февруари 1695 г. на 39 години в Алщет, Германия.

## Деца
- Вилхелм Хайнрих (1691 – 1741), херцог на Саксония-Айзенах, женен на 15 февруари 1713 г. за Албертина фон Насау-Идщайн (1698 – 1722) и на 3 юни 1723 г. за Анна София Шарлота фон Бранденбург-Шведт (1706 – 1751)
- Албертина Йоханета (1693 – 1700)